# Gernot Koneffke
Gernot Koneffke (* 28. August 1927 in Lauenburg, Landkreis Lauenburg i. Pom.; † 17. März 2008) war ein deutscher Philosoph, Pädagoge, Lehrer und Erziehungswissenschaftler. Mit Heinz-Joachim Heydorn und Hans-Jochen Gamm zählt er zu den Hauptvertretern der als Kritische Bildungstheorie bezeichneten Richtung und ist Mitbegründer der materialistischen Pädagogik. Mit Gamm, der Gernot Koneffke als ordentlichen Professor an die TU Darmstadt holte, war er – nebst der engen Zusammenarbeit – auch in lebenslanger Freundschaft verbunden.

## Leben
Koneffkes Leben prägten die Erfahrungen des Faschismus und die Leiden des Zweiten Weltkrieges, an dem er als Soldat teilnehmen musste. Er machte sein Abitur im Kriegsteilnehmer-Sonderlehrgang in Hannover. Später studierte Koneffke in Kiel, wo er danach sieben Jahre als Volksschullehrer arbeitete und Heinz-Joachim Heydorn kennenlernte. 1957 kam der Sohn Ulrich Koneffke zur Welt, der Bruder Jan Koneffke folgte 1960. Nach weiteren Studien in Pädagogik, Philosophie und Kunstgeschichte promovierte Koneffke 1962 in Heidelberg. Er lehrte an der Hochschule für Erziehung Frankfurt am Main von 1962 bis 1969. In diesem Jahr erhielt er an der „Kant-Hochschule“ in Braunschweig eine Professur, wurde aber 1972 als Professor für Allgemeine Pädagogik an die TU Darmstadt (ehem. Technische Hochschule Darmstadt) berufen, wo er lange über seine Entpflichtung hinaus lehrte.
In seinem Roman Ein Sonntagskind hat Jan Koneffke das Leben seines Vaters literarisch verarbeitet. Großen Raum nehmen in dem Buch Gernot Koneffkes Beziehungen zu Heinz-Joachim Heydorn und dessen Frau Irmgard Heydorn ein, die als Jochen und Nelli Moosbach Konrad Kannmachers (= Gernot Koneffke) wissenschaftliche Karriere fördern.

## Kritische Bildungstheorie
Zeit seines Lebens arbeitete er mit dem Pädagogen Heinz-Joachim Heydorn zusammen. Nach dessen Tod arbeitete er die von ihm entwickelte Kritische Bildungstheorie weiter aus. Im Fokus seiner Arbeit stand die historische Analyse der widersprüchlichen Reproduktionsbedingungen der bürgerlichen Gesellschaft und einhergehend eine materialistische Reflexion auf die Begründung der Pädagogik. Ein Teil seiner Arbeit wurde vom Hauptwerk Theodor W. Adornos (Negative Dialektik) beeinflusst. Im März 2008 verstarb Koneffke mit 80 Jahren.

### Mut zur Kritik
Auch posthum diente das unter dem Titel Mut zur Kritik geführte Gespräch zwischen Gernot Koneffke und Hans-Jochen Gamm als Einführungsmaterial für Erstsemester in die Pädagogik.

## Bekannte Schüler
- Peter Euler

## Veröffentlichungen
- Menschenbildung und Kinderarbeit bei Pestalozzi und Owen. Eine Analyse der Erziehungswerke Pestalozzis und Owens als Beitrag zur Ideengeschichte der Arbeitsschule. Diss. Heidelberg 1961
- Integration und Subversion. Zur Funktion des Bildungswesens in der spätkapitalistischen Gesellschaft. In: Das Argument, H. 54/1969, S. 389–430
- mit H.-J. Heydorn (Hrsg.): Studien zur Sozialgeschichte und Philosophie der Bildung. 2 Bände. List, München 1973
- Pädagogik im Übergang zur bürgerlichen Herrschaftsgesellschaft: Studien zur Sozialgeschichte und Philosophie der Bildung. Büchse der Pandora, Wetzlar 1994
- Hans-Jochen Gamm und Gernot Koneffke (Hrsg.): Mündigkeit. Zur Neufassung materialistischer Pädagogik. Peter Lang, Frankfurt am Main 1997, ISBN 3-631-31959-2.
- Globalisierung und Pädagogik – Bemerkungen zu einer alten, vertrackten Beziehung. In: Jahrbuch für Pädagogik 2004, S. 237 ff.